# Зелена вулиця (Сіверськодонецьк)
Зелена вулиця — вулиця у Сіверськодонецьку. Довжина 690 метрів. Починається від лісу. В неї впираються вулиці Бузкова, Північна, Чайковського, Калинова, Абрикосова, Дачна і Квіткова. Закінчується на перетині з вулицею Мирошниченка. Забудована одноповерховими житловими будинками.